# Sophie Bledsoe Aberle
Sophie Bledsoe Aberle (ur. 21 lipca 1896, zm. 1996) – amerykańska antropolożka, lekarka i dietetyczka. W swojej pracy zawodowej skupiała się na badaniach antropologicznych rdzennych mieszkańców południowo-zachodnich Stanów Zjednoczonych Ameryki Północnej. Zmarła w Albuquerque w 1996, obchodząc swoje setne urodziny. Jej dom służy obecnie jako centrum dla zwiedzających Petroglyph National Monument.

## Edukacja
- Uniwersytet Stanforda (1923–1927) – doktorat z genetyki
- Uniwersytet Yale (1927–1930) – studia antropologiczne[2]

## Praca zawodowa
- Instytut Carnegie (193 –1949)
- University of New Mexico (1949–1969)[2]